# Bisnovat SK-2
SK-2 (Skorostno Krilo – hitro krilo) je bil prototipni propelerski lovec, ki so ga razvijali v poznih 1930ih v Sovjetski zvezi. Prvič je poletel oktobra 1940. Konstruktor Matus Bisnovat je sprva delal v biroju Tairov, kasneje je dobil dovoljenje za svoj biro. Dizajniral je visokohitrostna letala, sprva SK-1, na njegovi osnovi pa SK-2. 

## Specifikacije (SK-2)
- Posadka: 1
- Dolžina: 8,28 m (27 ft 2 in)
- Razpon kril: 7,3 m (23 ft 11½ in)
- Površina kril: 9,57 m2 (103 ft2)
- Prazna teža: 1850 kg (4078 lb)
- Gros teža: 2300 kg (5071 lb)
- Motor: 1 × Klimov M-105 (VK-105), 783 kW (1050 KM)

- Največja hitrost: 660 km/h (413 mph)
- Hitrost vzpenjanja: 19,23 m/s (3785 ft/min)
- Orožje: 2 × 12.7mm Berezin UB strojnici